# Petr Lacina
Petr Lacina (* 12. Dezember 1943 in Prag) ist ein ehemaliger tschechischer Badmintonspieler.

## Karriere
Petr Lacina startete seine sportliche Karriere als Schwimmer, Tennis- und Eishockeyspieler. Mit 14 Jahren entschied er sich, zum Badminton zu wechseln. Seine ersten nationalen Einzeltitel gewann er noch nicht einmal 18-jährig in der Saison 1960/1961 für Spoje Praha. Bis 1977 erweiterte sich seine Einzeltitelsammlung auf 19, dazu kamen mehrere Mannschaftstitel mit Spoje. International reichte es zu viermal Bronze bei den offenen Meisterschaften von Österreich und dem Internationalen Werner-Seelenbinder-Gedenkturnier in der DDR. Nach Josef R. Beneš war Petr Lacina der zweite tschechische Badmintonspieler, der in die Hall of Fame des nationalen Verbandes aufgenommen wurde. In die Fußstapfen des Vaters traten seine beiden Töchter Jitka und Eva Lacinová, welche beide sowohl national als auch international erfolgreiche Badmintonspielerinnen wurden.
Petr Lacina lebt auch heute noch in Prag und hält sich immer noch beim Badmintonsport fit.

## Sportliche Erfolge
| Saison    | Disziplin    | Veranstaltung                                     | Platz | Name                               |
| --------- | ------------ | ------------------------------------------------- | ----- | ---------------------------------- |
| 1961      | Herrendoppel | Tschechoslowakische Einzelmeisterschaften         | 1     | Petr Lacina / Jaroslav Houska      |
| 1961      | Herreneinzel | Tschechoslowakische Einzelmeisterschaften         | 1     | Petr Lacina                        |
| 1961      | Mixed        | Tschechoslowakische Einzelmeisterschaften         | 1     | Petr Lacina / Naďa Benešová        |
| 1962      | Herrendoppel | Tschechoslowakische Einzelmeisterschaften         | 1     | Petr Lacina / Alois Patěk          |
| 1962      | Herreneinzel | Tschechoslowakische Einzelmeisterschaften         | 1     | Petr Lacina                        |
| 1962      | Mixed        | Tschechoslowakische Einzelmeisterschaften         | 1     | Petr Lacina / Naďa Benešová        |
| 1963      | Mixed        | Tschechoslowakische Einzelmeisterschaften         | 1     | Petr Lacina / Naďa Benešová        |
| 1967      | Herreneinzel | Tschechoslowakische Einzelmeisterschaften         | 1     | Petr Lacina                        |
| 1968      | Herrendoppel | Tschechoslowakische Einzelmeisterschaften         | 1     | Petr Lacina / Jiří Král            |
| 1969      | Herreneinzel | Tschechoslowakische Einzelmeisterschaften         | 1     | Petr Lacina                        |
| 1971      | Herrendoppel | Tschechoslowakische Einzelmeisterschaften         | 1     | Petr Lacina / Ladislav Šrámek      |
| 1971      | Herreneinzel | Tschechoslowakische Einzelmeisterschaften         | 1     | Petr Lacina                        |
| 1973      | Herrendoppel | Tschechoslowakische Einzelmeisterschaften         | 1     | Petr Lacina / Ladislav Šrámek      |
| 1973      | Herreneinzel | Tschechoslowakische Einzelmeisterschaften         | 1     | Petr Lacina                        |
| 1974      | Herrendoppel | Tschechoslowakische Einzelmeisterschaften         | 1     | Petr Lacina / Ladislav Šrámek      |
| 1974      | Herreneinzel | Tschechoslowakische Einzelmeisterschaften         | 1     | Petr Lacina                        |
| 1975      | Herrendoppel | Austrian International                            | 3     | Petr Lacina / Ladislav Šramek      |
| 1975      | Herreneinzel | Austrian International                            | 3     | Petr Lacina                        |
| 1975      | Mixed        | Austrian International                            | 3     | Petr Lacina / Taťána Pravdová      |
| 1975/1976 | Mixed        | Internationales Werner-Seelenbinder-Gedenkturnier | 3     | Petr Lacina / Taťána Pravdová      |
| 1976      | Herreneinzel | Tschechoslowakische Einzelmeisterschaften         | 1     | Petr Lacina                        |
| 1976      | Mixed        | Tschechoslowakische Einzelmeisterschaften         | 1     | Petr Lacina / Tatjana Pravdová     |
| 1977      | Herrendoppel | Tschechoslowakische Einzelmeisterschaften         | 1     | Petr Lacina / Konstantin Holobradý |